# Королевская аудиенсия Сантьяго
Королевская аудиенсия и канцелярия Чили (исп. La Audiencia y Cancillería Real de Chile) — суд апелляционной инстанции и административная структура в Королевстве Чили.
Первая попытка образования отдельной судебной структуры для Чили была предпринята в середине XVI века, но Королевская аудиенсия Консепсьона просуществовала менее десяти лет. Но жители Чили всё равно просили у короля создания для них отдельного суда, и в 1609 году в Сантьяго была создана новая королевская аудиенсия. В её состав входило четверо судей по гражданским и уголовным делам, и прокурор, а председателем служил губернатор Чили.
В 1776 году произошла реформа аудиенсий в Индиях, теперь в состав аудиенсии вошёл второй прокурор и пятый судья, а она стала заниматься также экономическими и административными делами.
Аудиенсия была ликвидирована в 1811 году после мятежа Фигероа, и заменена Апелляционным судом.